# Masuzoa
Masuzoa is een geslacht van kevers uit de familie van de loopkevers (Carabidae). De wetenschappelijke naam van het geslacht is voor het eerst geldig gepubliceerd in 1960 door Ueno.

## Soorten
Het geslacht Masuzoa omvat de volgende soorten:
- Masuzoa baicalensis Shilenkov & Anichtchenko, 2008
- Masuzoa notabilis Ueno, 1960
- Masuzoa ussuriensis Lafer, 1989